# Melanolepis
Melanolepis é um género botânico pertencente à família Euphorbiaceae.

## Espécies
Composto por seis espécies:
| - Melanolepis angulata - Melanolepis calcosa - Melanolepis diadena | - Melanolepis moluccana - Melanolepis multiglandulosa - Melanolepis vitifolia |

## Nome e referências
Melanolepis Rchb.f. & Zoll.